# Manja Mourier
Manja Cecilie Mourier, född Povlsen, den 3 oktober 1911 i Sankt Petersburg i Ryssland, död 10 juni 1991 i Danmark, var en dansk skådespelare och sångare. Hon var gift tre gånger, först med arkitekten och skådespelaren Paul Mourier, andra gången med arkitekten Otto Danneskiold-Samsøe och slutligen med psykologen Bertel Hauge.  
Povelsens föräldrar var officerer i Frälsningsarmén. Hon fick som barn följa med föräldrarna på deras resor runt Europa. Hon studerade vid Aarhus Teater 1938–1939 och debuterade som vissångare i Lulu Zieglers revy. Efter andra världskriget startade hon tillsammans med sin första man Poul Mourier "Den lille Cabaret" i Grand Cafe vid Kongens Nytorv. Hon medverkade i en konsert i Carnegie Hall och uppträdde som sångare i Iran, Japan, Indien, USA och Europa. Filmdebuten gjordes under flicknamnet Manja Povlsen i den svenska Kreuger-filmen Panik (1939).

## Filmografi i urval
- 1939 – Panik
- 1943 – Tåg 56
- 1972 – Farliga kyssar